# 人工衛星・宇宙探査機の年表
人工衛星・宇宙探査機の年表（じんこうえいせい うちゅうたんさきのねんぴょう、英: Timeline of artificial satellites and space probes）では、工学実験機、観測衛星、宇宙探査機、惑星探査機を含めた無人の人工衛星と宇宙探査機の年表を記述する。また、その国にとって初の人工衛星は年表に含むようにした。
各行について、「年 - 国 - 目標 - 状態 - 備考」の順に記述してある。

## 1950年代
- 1957年 -  ソビエト連邦 - 地球 - 成功 - スプートニク1号。人類最初の人工衛星となった。
- 1957年 -  ソビエト連邦 - 地球 - 一部成功 - スプートニク2号。ライカ犬が搭乗した。
- 1958年 -  アメリカ合衆国 - 地球 - 成功 - エクスプローラー1号
- 1958年 -  アメリカ合衆国 - 地球 - 失敗 - エクスプローラー2号
- 1958年 -  アメリカ合衆国 - 地球 - 成功 - ヴァンガード1号。現在も軌道上に存在する最古の人工衛星。
- 1958年 -  アメリカ合衆国 - 地球 - 成功 - エクスプローラー3号
- 1958年 -  アメリカ合衆国 - 地球 - 成功 - エクスプローラー4号
- 1958年 -  アメリカ合衆国 - 地球 - 失敗 - エクスプローラー5号
- 1958年 -  アメリカ合衆国 - 地球 - 失敗 - Beacon 1
- 1958年 -  アメリカ合衆国 - 月 - 失敗 - パイオニア1号
- 1958年 -  アメリカ合衆国 - 月 - 失敗 - パイオニア3号
- 1958年 -  アメリカ合衆国 - 地球 - 成功 - SCORE。初の通信衛星。大統領のクリスマスメッセージが放送された。
- 1959年 -  アメリカ合衆国 - 地球 - 成功 - エクスプローラー6号。軌道上から初めて地球の写真を撮影。
- 1959年 -  アメリカ合衆国 - 地球 - 成功 - エクスプローラー7号
- 1959年 -  ソビエト連邦 - 月 - 一部成功 - ルナ1号。月面衝突を目指すも失敗。日心軌道に入る。太陽風を発見。
- 1959年 -  アメリカ合衆国 - 月 - 一部成功 - パイオニア4号
- 1959年 -  ソビエト連邦 - 月 - 成功 - ルナ2号。月面衝突した最初の探査機。
- 1959年 -  ソビエト連邦 - 月 - 成功 - ルナ3号。月の裏側を初めて撮影した。

## 1960年代
- 1960年 -  アメリカ合衆国 - 太陽 - 成功 -パイオニア5号。太陽観測。
- 1960年 -  アメリカ合衆国 - 地球 - 成功 - タイロス1号。気象衛星
- 1960年 -  ソビエト連邦 - 火星 - 失敗 - Mars 1960A
- 1960年 -  ソビエト連邦 - 火星 - 失敗 - Mars 1960B
- 1960年 -  アメリカ合衆国 - 地球 - 失敗 - Courier 1A 通信衛星。
- 1960年 -  アメリカ合衆国 - 地球 - 成功 - Courier 1B 通信衛星。
- 1961年 -  ソビエト連邦 - 金星 - 失敗 - 1VA。ベネラ計画の前身
- 1961年 -  ソビエト連邦 - 金星 - 失敗 - ベネラ1号
- 1961年 -  アメリカ合衆国 - 地球 - 成功 - OSCAR1。初のアマチュア衛星
- 1962年 -  アメリカ合衆国 - 金星 - 成功 - マリナー2号。初めて金星のデータを持ち帰った探査機
- 1962年 -  アメリカ合衆国 - 地球 - 成功 - テルスター1号
- 1962年 -  イギリス - 地球 - 成功 - アリエル1号。アメリカのロケットで打ち上げたが、英国最初の人工衛星。ソビエトとアメリカ以外の国が持つ最初の人工衛星となった。
- 1962年 -  カナダ - 地球 - 成功 - アルエット1号。カナダ宇宙庁による初の人工衛星。米ソ以外の国が製作した初の人工衛星。
- 1962年 -  アメリカ合衆国 - 月 - 失敗 - レインジャー3号
- 1962年 -  アメリカ合衆国 - 月 - 一部失敗 - レインジャー4号。月面衝突
- 1962年 -  アメリカ合衆国 - 月 - 一部失敗 - レインジャー5号
- 1962年 -  ソビエト連邦 - 火星 - 失敗 - Mars 1962A
- 1962年 -  ソビエト連邦 - 火星 - 失敗 - Mars 1
- 1962年 -  ソビエト連邦 - 火星 - 失敗 - Mars 1962B
- 1963年 -  アメリカ合衆国 - 地球 - 失敗 - Syncom 1
- 1963年 -  アメリカ合衆国 - 地球 - 成功 - Syncom 2。初の対地同期軌道上の衛星
- 1963年 -  ソビエト連邦 - 月 - 一部失敗 - ルナ4号。軟着陸予定だったが軌道をはずれ失敗
- 1964年 -  アメリカ合衆国 - 地球 - 成功 - Syncom 3。初の静止軌道上の人工衛星
- 1964年 -  ソビエト連邦 - 金星 - 失敗 - ゾンド1号
- 1964年 -  アメリカ合衆国 - 月 - 失敗 - レインジャー6号
- 1964年 -  イギリス - 地球 - 成功 - アリエル2号
- 1964年 -  アメリカ合衆国 - 月 - 成功 - レインジャー7号
- 1964年 -  アメリカ合衆国 - 火星 - 失敗 - マリナー3号
- 1964年 -  アメリカ合衆国 - 火星 - 成功 - マリナー4号。火星探査に初めて成功
- 1964年 -  ソビエト連邦 - 火星 - 失敗 - ゾンド2号
- 1964年 -  イタリア - 地球 - 成功 - San Marco 1。イタリア初の人工衛星。アメリカのScoutロケットによって打ち上げられた。
- 1965年 -  アメリカ合衆国 - 太陽 - 成功 - パイオニア6号。太陽探査
- 1965年 -  ソビエト連邦 - 金星 - 失敗 - ベネラ2号
- 1965年 -  ソビエト連邦 - 金星 - 失敗 - ベネラ3号
- 1965年 -  アメリカ合衆国 - 月 - 成功 - レインジャー8号
- 1965年 -  アメリカ合衆国 - 月 - 成功 - レインジャー9号
- 1965年 -  カナダ - 地球 - 成功 - アルエット2号
- 1965年 -  ソビエト連邦 - 月 - 失敗 - ルナ5号
- 1965年 -  ソビエト連邦 - 月 - 失敗 - ルナ6号
- 1965年 -  ソビエト連邦 - 月 - 成功 - ゾンド3号
- 1965年 -  ソビエト連邦 - 月 - 失敗 - ルナ7号
- 1965年 -  フランス - 成功 - アステリックス。フランス初の人工衛星。ディアマンロケットによって打ち上げられた。
- 1965年 -  ソビエト連邦 - 月 - 失敗 - ルナ8号
- 1965年 -  アメリカ合衆国 - 火星 - 成功 - マリナー4号。火星の鮮明な写真を初めて撮影した
- 1966年 -  アメリカ合衆国 - 太陽 - 成功 - パイオニア7号
- 1966年 -  ソビエト連邦 - 月 - 成功 - ルナ9号。初めて月面への軟着陸に成功した
- 1966年 -  ソビエト連邦 - 月 - 成功 - ルナ10号。初めて月の周回軌道にのることに成功した
- 1966年 -  アメリカ合衆国 - 月 - 成功 - サーベイヤー1号
- 1966年 -  アメリカ合衆国 - 月 - 成功 - ルナ・オービター1号
- 1966年 -  ソビエト連邦 - 月 - 成功 - ルナ11号
- 1966年 -  アメリカ合衆国 - 月 - 失敗 - サーベイヤー2号
- 1966年 -  ソビエト連邦 - 月 - 成功 - ルナ12号
- 1966年 -  アメリカ合衆国 - 月 - 成功 - ルナ・オービター2号
- 1966年 -  ソビエト連邦 - 月 - 成功 - ルナ13号
- 1967年 -  オーストラリア - 地球 - 成功 - WRESAT。オーストラリア初の人工衛星。アメリカのレッドストーンロケットによって打ち上げられた。
- 1967年 -  アメリカ合衆国 - 太陽 - 成功 - パイオニア8号
- 1967年 -  ソビエト連邦 - 金星 - 成功 - ベネラ4号。金星の雲の下から初めてデータが送られた。
- 1967年 -  アメリカ合衆国 - 金星 - 成功 - マリナー5号
- 1967年 -  アメリカ合衆国 - 月 - 成功 - ルナ・オービター3号
- 1967年 -  アメリカ合衆国 - 月 - 成功 - サーベイヤー3号
- 1967年 -  アメリカ合衆国 - 月 - 成功 - ルナ・オービター4号
- 1967年 -  アメリカ合衆国 - 月 - 失敗 - サーベイヤー4号
- 1967年 -  アメリカ合衆国 - 月 - 成功 - エクスプローラー35号
- 1967年 -  アメリカ合衆国 - 月 - 成功 - ルナ・オービター5号
- 1967年 -  アメリカ合衆国 - 月 - 成功 - サーベイヤー5号
- 1967年 -  アメリカ合衆国 - 月 - 成功 - サーベイヤー6号
- 1967年 -  アメリカ合衆国 - 成功 - OSO-3。ガンマ線天文衛星。plane of the Milky Wayからガンマ線が放出されていることを発見した。
- 1968年 -  アメリカ合衆国 - 太陽 - 成功 - パイオニア9号
- 1968年 -  アメリカ合衆国 - 月 - 成功 - サーベイヤー7号
- 1968年 -  ソビエト連邦 - 月 - 成功 - ルナ14号
- 1968年 -  ソビエト連邦 - 月 - 成功 - ゾンド5号
- 1968年 -  ソビエト連邦 - 月 - 成功 - ゾンド6号
- 1969年 -  ソビエト連邦 - 金星 - 成功 - ベネラ5号
- 1969年 -  ソビエト連邦 - 金星 - 成功 - ベネラ6号
- 1969年 -  ソビエト連邦 - 月 - 失敗 - ルナ15号
- 1969年 -  ソビエト連邦 - 月 - 成功 - ゾンド7号
- 1969年 -  アメリカ合衆国 - 火星 - 成功 - マリナー6号
- 1969年 -  アメリカ合衆国 - 火星 - 成功 - マリナー7号

## 1970年代
- 1970年 -  日本 - 地球 - 成功 - おおすみ。日本の初の人工衛星。
- 1970年 -  ソビエト連邦 - 金星 - 成功 - ベネラ7号。初めて地球以外の惑星へ着陸
- 1970年 -  ソビエト連邦 - 月 - 成功 - ルナ16号。初めて無人探査によって月の石をサンプルリターンした
- 1970年 -  ソビエト連邦 - 月 - 成功 - ゾンド8号
- 1970年 -  ソビエト連邦 - 月 - 成功 - ルナ17号（ルノホート1号、世界初の月面車）
- 1970年 -  アメリカ合衆国 - 成功 - ウフル。初の詳細なX線天文衛星。
- 1970年 -  中国 - 成功 - 東方紅1号。中華人民共和国初の人工衛星。
- 1971年 -  ソビエト連邦 - 月 - 失敗 - ルナ18号
- 1971年 -  ソビエト連邦 - 月 - 成功 - ルナ19号
- 1971年 -  アメリカ合衆国 - 火星 - 失敗 - マリナー8号
- 1971年 -  ソビエト連邦 - 火星 - 失敗 - コスモス419号
- 1971年 -  ソビエト連邦 - 火星 - 一部失敗 - Mars 2。火星への初の人工物。
- 1971年 -  ソビエト連邦 - 火星 - 一部成功 - Mars 3。初めて火星への着陸に成功
- 1971年 -  アメリカ合衆国 - 火星 - 成功 - マリーナ9号 - フォボスとダイモスの写真を初めて撮影
- 1971年 -  イギリス - 地球 - 成功 - プロスペロ。イギリスのロケットによって打ち上げられた最初にして唯一の衛星
- 1972年 -  ソビエト連邦 - 金星 - 成功 - ベネラ8号
- 1972年 -  ソビエト連邦 - 月 - 成功 - ルナ20号
- 1972年 -  アメリカ合衆国 - 成功 - コペルニクス観測機 紫外線天文衛星
- 1972年 -  アメリカ合衆国 - 太陽 - 成功 - エクスプローラー49号。太陽探査
- 1973年 -  アメリカ合衆国 - 金星/水星 - 成功 - マリナー10号。初めて複数の惑星を同時に探査した
- 1973年 -  ソビエト連邦 - 月 - 成功 - ルナ21号
- 1973年 -  ソビエト連邦 - 火星 - 失敗 - Mars 4
- 1973年 -  ソビエト連邦 - 火星 - 成功 - Mars 5
- 1973年 -  ソビエト連邦 - 火星 - 失敗 - Mars 6
- 1973年 -  ソビエト連邦 - 火星 - 失敗 - Mars 7
- 1974年 -  西ドイツ - 太陽 - 成功 - ヘリオス1号 太陽探査機
- 1974年 -  ソビエト連邦 - 月 - 成功 - ルナ22号
- 1974年 -  ソビエト連邦 - 月 - 失敗 - ルナ23号
- 1974年 -  イギリス/ アメリカ合衆国 - アリエル5号 X線天文衛星
- 1975年 -  ソビエト連邦 - 金星 - 成功 - ベネラ9号 金星表面の写真をはじめて撮影
- 1975年 -  ソビエト連邦 - 金星 - 成功 - ベネラ10号
- 1975年 -  アメリカ合衆国 - 火星 - 一部成功 - バイキング1号
- 1975年 -  アメリカ合衆国 - 火星 - 成功 - バイキング2号
- 1975年 -  インド - 地球 - 成功 - アリヤバータ
- 1975年 -  インド - インド初のロケット SLV が打ち上げられた
- 1976年 -  西ドイツ - 太陽 - 成功 - ヘリオス2号 太陽探索機
- 1976年 -  ソビエト連邦 - 月 - 成功 - ルナ24号 lander
- 1976年 -  カナダ 地球 - 成功 - Hermes Communications Technology Satellite。テレビ放送のための実験機
- 1976年 -  アメリカ合衆国 - 成功 - ヴェラ・ANS。X線バーストを発見
- 1976年 -  アメリカ合衆国 - 成功 - OSO-8 X線天文衛星
- 1977年 -  アメリカ合衆国 - 成功 - HEAO-1 X線天文衛星
- 1978年 -  アメリカ合衆国 - 金星 - 成功 - Pioneer Venus 1
- 1978年 -  アメリカ合衆国 - 金星 - 成功 - Pioneer Venus 2
- 1978年 -  ソビエト連邦 - 金星 - 一部成功 - ベネラ11号
- 1978年 -  ソビエト連邦 - 金星 - 成功 - ベネラ12号
- 1978年 -  アメリカ合衆国/ESA - 成功 - IUE
- 1978年 -  アメリカ合衆国 - 成功 - HEAO-2 X線天文衛星
- 1979年 -  日本 - 成功 - はくちょう X線天文衛星
- 1979年 -  イギリス/ アメリカ合衆国 - 成功 - アリエル6号 宇宙線・X線天文衛星
- 1979年 -  アメリカ合衆国 - 木星 - 成功 - ボイジャー1号・ボイジャー2号
- 1979年 -  インド - 地球 - 成功 - Bhaskara-1 インド初の低軌道地球観測衛星

## 1980年代
- 1980年 -  アメリカ合衆国 - 太陽 - 失敗- ソーラーマックス。軌道上で修理される。
- 1981年 -  インド - 地球 - 成功 - Bhaskara-2
- 1981年 -  ソビエト連邦 - 金星 - 成功 - ベネラ13号
- 1981年 -  ソビエト連邦 - 金星 - 成功 - ベネラ14号
- 1981年 -  ブルガリア - 地球 - 成功 - ブルガリア1300。ソヴィエトが打ち上げ。
- 1983年 -  ソビエト連邦 - 金星 - 成功 - ベネラ15号
- 1983年 -  ソビエト連邦 - 金星 - 成功 - Venera 16
- 1983年 - ESA - 成功 - EXOSAT - X線天文衛星
- 1983年 -  日本 - 成功 - てんま - X線天文衛星
- 1983年 -  アメリカ合衆国/ イギリス/ オランダ 成功 - IRAS。赤外線天文衛星
- 1984年 -  ソビエト連邦 - 金星/ハレー彗星 - 成功 - Vega 1
- 1984年 -  ソビエト連邦 - 金星/ハレー彗星 - 成功 - Vega 2
- 1986年 - ESA - ハレー彗星 - 成功 - ジオット
- 1987年 -  日本 -成功 - ぎんが。X線天文衛星
- 1988年 -  ソビエト連邦 - 火星 - 失敗 - フォボス1号
- 1988年 -  ソビエト連邦 - 火星 - 一部失敗 - フォボス2号
- 1988年 -  イスラエル - 成功 - オフェク1 - イスラエル初の人工衛星
- 1989年 -  アメリカ合衆国 - 金星 - 成功 - マゼラン。金星の表面の99%をマッピングする (解像度300m)
- 1989年 -  アメリカ合衆国 - 金星/地球/月/ガスプラ/イダ/木星 - 成功 - ガリレオ
- 1989年 -  アメリカ合衆国 - 海王星 - 成功 - ヴォイジャー2号
- 1989年 -  ソビエト連邦 - 成功 - Granat ガンマ線・X線天文衛星
- 1989年 - ESA - 成功 - ヒッパルコス
- 1989年 -  アメリカ合衆国 - 成功 - COBE

## 1990年代
- 1990年 -  アメリカ合衆国 - 太陽 - 成功 - ユリシーズ
- 1990年 -  日本 - 月 - ひてん。米ソ以外の国による初の月探査機。
- 1990年 -  アメリカ合衆国/ ESA - 成功 - ハッブル宇宙望遠鏡
- 1990年 -  ドイツ - 成功 - ROSAT X線天文衛星
- 1991年 -  日本 - 太陽 - 成功 - ようこう。太陽観測
- 1991年 -  アメリカ合衆国 - 成功 - コンプトンガンマ線観測衛星
- 1992年 -  ロシア - コスモス2175号 - ソ連崩壊後のロシア初の人工衛星
- 1992年 -  アメリカ合衆国 - 火星 - 失敗 - マーズ・オブザーバー
- 1993年 -  日本 - 成功 - あすか (ASTRO-D) X線天文衛星
- 1994年 -  アメリカ合衆国 - 月 - 成功 - クレメンタイン 月面をマッピング (解像度 125-150m)
- 1995年 -  アメリカ合衆国 - 太陽 - 成功 - SOHO 太陽探査機
- 1996年 -  アメリカ合衆国 - 火星 - マーズ・グローバル・サーベイヤー
- 1996年 -  アメリカ合衆国 - 火星 - 成功 - マーズ・パスファインダー 地球以外の惑星での初のローバー活動。
- 1996年 -  ロシア - 火星 - 失敗 - Mars 96
- 1997年 -  アメリカ合衆国/ESA - 成功 - 土星およびタイタン - カッシーニ
- 1998年 -  北朝鮮 - 地球 - 失敗 - 光明星1号 - 北朝鮮の主張では成功となっているが、他国によって確認されていない
- 1998年 -  アメリカ合衆国 - 月 - 成功 - ルナ・プロスペクター
- 1998年 -  日本 - 火星 - 失敗 - のぞみ 日本初の他惑星へ向けた探査機。
- 1998年 -  アメリカ合衆国 - 火星 - 失敗 - マーズ・クライメイト・オービター
- 1999年 -  アメリカ合衆国 - 火星 - 失敗 - マーズ・ポーラー・ランダー
- 1999年 -  アメリカ合衆国 - 火星 - 失敗 - ディープ・スペース2号。ペネトレーター
- 1999年 -  アメリカ合衆国 - 地球 - 成功 - チャンドラ
- 1999年 - ESA - 地球 - 成功 - XMM-Newton

## 2000年代
- 2001年 -  アメリカ合衆国 - 太陽 - 一部成功 - ジェネシス 太陽風サンプルリターン。
- 2001年 -  アメリカ合衆国 - 成功 - ウィルキンソン・マイクロ波異方性探査機
- 2001年 -  アメリカ合衆国 - 火星 - 成功 - 2001マーズ・オデッセイ
- 2003年 -  カナダ - 地球 - 成功 - MOST。世界最小の宇宙望遠鏡
- 2003年 -  アメリカ合衆国 - エンケ彗星 - 失敗 - CONTOUR。ロスト。
- 2003年 - ESA - 月 - 成功 - スマート1
- 2003年 - ESA - 火星 - 一部成功 - マーズ・エクスプレス。ビーグル2の投下失敗
- 2003年 -  アメリカ合衆国 - 火星 - 成功 - マーズ・エクスプロレーション・ローバー
- 2003年 -  日本 - イトカワ - はやぶさ - サンプルリターン
- 2004年 - ESA - チュリュモフ・ゲラシメンコ彗星 - ロゼッタ - 未到着
- 2004年 -  アメリカ合衆国 - 水星 - メッセンジャー - 未到着
- 2004年 -  アメリカ合衆国 - 成功 - スウィフト。ガンマ線バーストの観測
- 2005年 -  イラン - 地球 - スィーナー1号 - イランが作製した初の人工衛星
- 2005年 -  アメリカ合衆国 - テンペル第1彗星 - ディープ・インパクト - 彗星への衝突に成功
- 2005年 -  アメリカ合衆国 - 火星 - マーズ・リコネッサンス・オービター - 現在も稼働中
- 2005年 - ESA - 金星 - ビーナス・エクスプレス - 現在も稼働中
- 2006年 -  アメリカ合衆国 - 冥王星 - ニュー・ホライズンズ - 未到着
- 2006年 -  フランス/ESA - 地球 - COROT - 太陽系外惑星の観測
- 2007年 -  コロンビア - リベルタード1 - 成功 - コロンビア初の人工衛星
- 2007年 -  アメリカ合衆国 - 火星 - 成功 - フェニックス
- 2007年 -  日本 - 月 - かぐや
- 2007年 -  アメリカ合衆国 - ベスタ/ケレス- ドーン - 継続中 - ベスタに到着・離脱
- 2007年 -  中国 - 月 - 成功 - 嫦娥1号 - 中国初の月探査機
- 2008年 -  ベトナム - 成功 - Vinasat-1 - ベトナム初の人工衛星
- 2008年 -  ベネズエラ - 成功 - ヴェネサット-1 - ベネズエラ初の人工衛星
- 2009年 -  イラン - オミード - 成功 - イラン初の人工衛星
- 2009年 -  北朝鮮 - 地球 - 光明星2号 - 失敗 - 北朝鮮の主張では成功となっているが、他国によって確認されていない
- 2009年 -  スイス - 地球 - 成功 - スイスキューブ - スイス初の人工衛星
- 2009年 -  インド - 地球 - 成功 - RISAT-2
- 2009年 -  インド - 月 - 成功 - チャンドラヤーン1号

## 2010年代
- 2010年 -  日本 - 金星 - あかつき - 成功 - 日本初の金星探査機。2010年の金星の周回軌道投入には失敗したが、2015年に投入成功。
- 2010年 -  日本 - 金星 - IKAROS - 成功 - ソーラーセイルを主推進とする世界初の宇宙機
- 2011年 -  ロシア - フォボス/火星 - フォボス・グルント - 失敗 - 地球からの離脱に失敗し墜落
- 2011年 -  中国 - 火星 - 蛍火1号 - 失敗 - 中国初の火星探査機
- 2012年 -  ハンガリー - MaSat-1 - ハンガリー初の人工衛星
- 2012年 -  ポーランド - PW-Sat - 成功 - ポーランド初の人工衛星
- 2012年 -  ルーマニア - 地球 - ゴリアテ - 成功 - ルーマニア初の人工衛星
- 2012年 -  北朝鮮 - 地球 - 光明星3号1号機 - 失敗 - 北朝鮮が正式に失敗と認めている
- 2012年 -  北朝鮮 - 地球 - 光明星3号2号機 - 一部成功 - 他国によって確認された中で北朝鮮初の人工衛星
- 2013年 -  韓国 - 地球 - 羅老科学衛星 - 韓国が自国のローンチ・ヴィークル（ただしロシアの支援が非常に大きい）で打ち上げた初の人工衛星
- 2016年 -  中国 - 墨子号 - 成功 - 世界初の量子通信衛星[1][2]

## 参照
1. ↑  “中国、世界初の量子通信衛星を打ち上げ”.  AFPB (2016年8月16日). 2016年8月19日閲覧。
2. ↑  “中国、世界初の量子通信衛星を軌道に”.  ウォール・ストリート・ジャーナル (2016年8月16日). 2016年8月19日閲覧。